# Gwiazdka z księciem: Królewskie dziecko
Gwiazdka z księciem: Królewskie dziecko (ang. Christmas with a Prince: The Royal Baby) – kanadyjski film romantyczny z 2021 roku w reżyserii Marco Deufemia. Wyprodukowany przez wytwórnię Brain Power Studio. Kontynuacje filmów Gwiazdka z księciem (2018) oraz Gwiazdka z księciem: Królewskie zaręczyny (2019).

## Fabuła
Zakochani po ślubie książę Alexander i lekarka Tasha spodziewają się pierwszego dziecka. Zamiast dbać o swoje zdrowie w ciąży, Tasha postanawia towarzyszyć księciu w zagranicznych podróżach. W planach są odwiedziny rodzinnego miasta lekarki i otwarcie nowego szpitala. Na miejscu ponownie zaczną komplikować się sprawy.

## Obsada
- Kaitlyn Leeb jako lekarka Tasha
- Nick Hounslow jako książę Alexander Cavalieri
- Charles Shaughnessy jako król Edward
- Hudson Ambrose jako Gene
- Kayla Isabelle Balan jako Verity
- Julia Baldwin jako Mel
- Nadine Bhabha jako Jan
- Penelope Corrin jako ambasador McDavid
- Suzanne Cyr jako Gabriella Kahn
- Josh Dean jako Jeff
- Tom Morton jako Blevins
- Karen Racicot jako Illaria
- Melinda Shankar jako Bella